# I'm Sure We're Gonna Make It
I'm Sure We're Gonna Make It is een compilatie-cd van Nederlandse punksingles van de eerste generatie punkbands (1977-1982). Het betreft vaak eigen beheer-producties die in een beperkte oplage verschenen. Door de uitgave van deze in 1996 werd deze muziek voor het eerst in jaren weer voor een groot publiek toegankelijk. Deze compilatie is in de USA ook als illegale bootleg dubbel LP verschenen onder de naam Killed by Epitaph.
De uitgave van de cd werd vergezeld door een boek over de beginjaren van de Nederlandse punk: "Het Gejuich Was Massaal".
I'm Sure We're Gonna Make It is samengesteld door Jeroen Vedder en uitgegeven door het Amerikaanse Epitaph Records.

## Tracklisting LP
Side One
1. Ivy Green - I'm Sure We're Gonna Make It
2. Helmettes - I Don't Care What People Say
3. Panic - Requiem for Martin Heidegger
4. Flyin Spiderz - City Boy
5. Speedtwins - I Hate Football
6. Paul Tornado - Van Agt Casanova

Side Two
1. The Suzannes - Teenage Abortion
2. Tits - Daddy is My Pusher
3. Mollesters - Plastic
4. Filth - Don't Hide Your Hate
5. God's Heart Attack - Treat Me Like a Doll
6. Helmettes - Half Twee
7. Mecano Ltd - Fools
8. Subway - Jesus Loves Me (But I Don't Care)

Side Three
1. Mort Subite - Ich Liebe Ulrike
2. Brommers - Miracles
3. B V D - Look Out the Cops
4. Shith - Tonight She's By My Side
5. Coïtus Int. - I Shouldn't Go

Side Four
1. Vopo's - Menten
2. The Ex - Human Car
3. The Nixe - Searching
4. Rondos - A Black and White Statement
5. Nitwitz - I'm So Lazy
6. Tröckener Kecks - Lang Zo Aardig Niet